# آنجلینا کیسلا
آنجلینا کیسلا (اوکراین:Кисла Ангеліна) (به انگلیسی: Angelina Kysla) ژیمناست زادهٔ ۱۵ فوریه ۱۹۹۱ میلادی اهل کشور اوکراین است.